# Мадам Лафарг
«Мадам Лафарг» (фр. Madame Lafarge) — роман французского писателя Александра Дюма-отца, опубликованный в 1866 году. Его действие происходит в современную автору эпоху.

## Сюжет и судьба текста
Главная героиня книги — существовавшая в реальности Мари Каппель, обвинённая в отравлении собственного мужа, приговорённая к пожизненному заключению и умершая после проведённых в тюрьме 11 лет. За судом над ней следила вся Франция. Дюма рассказывает об истории замка Виллер-Элон, в котором жила его героиня, и о своих встречах с ней. По словам писателя, он в шутку предложил Мари Каппель руку и сердце, когда та была ещё маленькой девочкой. Спустя 17 лет она напомнила Дюма об этом предложении и рассказала, что её принуждают к браку, но он не принял эти слова всерьёз. Вскоре писатель узнал о замужестве Мари, а потом — о том, что её разыскивают из-за подозрений в убийстве мужа. Дюма, по его словам, готовился тайно вывезти Мари из Франции, когда узнал, что она арестована. Он лаконично пишет о суде и приговоре, но подробно останавливается на условиях содержания в тюрьме, приводя обширные фрагменты из дневников Мари Каппель.
Роман публиковался в 1866 году отдельными главами в газете «Новости» под названием «Мария Каппель. Из личных воспоминаний Александра Дюма». Первое книжное издание увидело свет только в 2005 году. Текст книги представляет собой скорее сборник, включающий мемуары автора, выдержки из дневников героини и переписку её родственников относительно погребения, так что жанровое определение «роман» в этом случае условно. «Мадам Лафарг» может быть доказательством того, что Дюма ради заработка слишком злоупотреблял своим именем, ставя его под недостаточно проработанными произведениями.